# Тинда (аеропорт)
Тинда Сігікта (IATA: TYD, ICAO: UHBW) — цивільний аеропорт у Амурській області, розташований за 16 км на північ від м. Тинда.
Має — проміжний клас летовища з декількома великими будівлями, побудований для реактивного руху.